# Kinh Siêu
Kinh Siêu (tiếng Trung: 经超; bính âm: Jīng Chāo), sinh ngày 15 tháng 4 năm 1986) là một nam diễn viên người Trung Quốc. Anh tốt nghiệp Học viện Điện ảnh Bắc Kinh, chuyên ngành biểu diễn hệ 2005. Anh được khán giả biết đến rộng rãi qua vai diễn Chu Lâm Lộ trong Huyền của Ôn Noãn và Lăng Vân Triệt trong bộ phim Như Ý truyện. Qua hai bộ phim này, anh đã thu về cho mình một lượng lớn người hâm mộ nữ.

## Tiểu sử
Kinh Siêu sinh ngày 15 tháng 4 năm 1986 tại Thượng Hải, Trung Quốc. Anh tốt nghiệp Học viện Điện ảnh Bắc Kinh, chuyên ngành biểu diễn hệ 2005. Anh là một nam diễn viên nội địa của Trung Quốc.
Với chiều cao ấn tượng, gương mặt điển trai, phong độ cùng khả năng diễn xuất tốt, anh không chỉ là người trong mộng của rất nhiều cô gái mà nhờ nó, anh còn thường được các đạo diễn mời đóng phim. Đặc biệt, sau hai bộ phim Huyền của Ôn Noãn và Như Ý truyện, tên tuổi của anh ngày càng được nhiều người biết đến.
Năm 2008, khi còn ở trường học anh tham gia diễn xuất cho bộ phim Cân Ngã Đích Tiền Thê Đàm Luyến Ái (跟我的前妻谈恋爱), đây cũng là tác phẩm báo hiệu sự "xuất đạo" của anh.
Năm 2009 anh tham gia bộ phim Giang Tỷ.
Năm 2010 anh tham gia bộ phim tình cảm Bà Chủ Xinh Đẹp và bộ phim tình cảm gia đình Trái Tim Người Mẹ.
Năm 2013, anh là người đầu tiên ký tên vào văn kiện diễn viên chính tham gia bộ phim thần tượng Dương Quang Cảnh Sát.
Năm 2015, anh tham gia bộ phim thần tượng Thanh Xuân Tập Kết Hào, theo sau đó là phim khoa học viễn tưởng Chấp Niệm Sư.
Năm 2016, anh tham gia lần lượt những bộ phim như Nhân Tài Kiệt Xuất Hoàng Phi Hồng, Hoa hậu Giảng Đường Bên Người Của Ta hay đặc biệt phải nhắc đến đại tác phẩm được chế tác cực kỳ công phu Như Ý Truyện với vai Lăng Vân Triệt (凌雲徹).
Sau đó, đến năm 2018 anh tham gia bộ phim Bạch Phát Vương Phi với vai diễn Phó Trù (傅筹). Đây là vai phản diện đầu tiên trong sự nghiệp diễn viên của anh. Cùng năm anh tham gia các bộ phim Dây Đàn Ấm Áp hay Pháp Y Tần Minh.
Năm 2020 anh tham gia làm nam diễn viên chính cho bộ phim Thiêu Đốt với vai cảnh sát Cao Phong (高风).

## Tác phẩm

### Phim truyền hình
| Năm sản xuất   | Tên phim                           | Tên gốc          | Vai diễn               | Ghi chú                                   |
| -------------- | ---------------------------------- | ---------------- | ---------------------- | ----------------------------------------- |
| 2008           | Cân Ngã Đích Tiền Thê Đàm Luyến Ái | 跟我的前妻谈恋爱 | Cước Ấn                |                                           |
| 2009           | Giang Tỷ                           | 江姐             | Tạ Vân Đình            |                                           |
| 2010           | Bà Chủ Xinh Đẹp                    | 漂亮主妇         | Hách Suất              |                                           |
| 2010           | Trái Tim Người Mẹ                  | 母亲心           |                        |                                           |
| 2012           | Tiễn Tại Huyền Thượng              | 箭在弦上         | Triệu Hoa              |                                           |
| 2014           | Cao Sơn Thanh                      | 高山青           | Bao Vân Thiên          |                                           |
| 2015           | Thanh Xuân Tập Kết Hào             | 青春集结号       | Nhậm Thiên Hàng        |                                           |
| 2015           | Chấp Niệm Sư                       | 执念师           | Minh Thiên             |                                           |
| 2017           | Nhân Tài Kiệt Xuất Hoàng Phi Hồng  | 国士无双黄飞鸿   | Ái Tân Giác La Tải Chí |                                           |
| 2018           | Dương Quang Cảnh Sát               | 阳光警察         | Âu Kiệt                |                                           |
| 2018           | Pháp Y Tần Minh: Người sống sót    | 法医秦明之幸存者 | Tần Minh               | Vai chính                                 |
| 2018           | Huyền của Ôn Noãn                  | 温暖的弦         | Chu Lâm Lộ             | Vai thứ chính                             |
| 2018           | Như Ý truyện                       | 如懿传           | Lăng Vân Triệt         | Vai phụ                                   |
| 2019           | Bạch Phát Vương Phi                | 白发王妃         | Phó Trù                | Vai phản diện                             |
| 2020           | Thiêu Đốt (Đối Mặt)                | 燃烧             | Cao Phong              | Vai chính                                 |
| 2020           | Yến Vân Đài                        | 燕云台           | Gia Luật Hiền          |                                           |
| 2021           | Khu Vườn Ngủ Say                   |                  | Phạm Tề                | Vai phụ                                   |
| 2022           | Lưu Quang Chi Thành                |                  | Thất gia               | Vai thứ chính                             |
| 2022           | Hoan Lạc Tụng (phần 3)             | 欢乐颂3          | Thích Mục              | Vai phụ                                   |
| 2022           | Các Quý Ông Múi Giờ Số 8           | 东八区的先生们   | Hướng Tiểu Phi         | Vai chính, một trong những "nhà sản xuất" |
| 2022           | Phúc Lưu Niên                      | 覆流年           | Mục Trạch              | Vai thứ chính                             |
| 2023           | Hoan Lạc Tụng (phần 4)             | 欢乐颂4          | Thích Mục              | Vai phụ                                   |
| 2024           | Hoan Lạc Tụng (phần 5)             | 欢乐颂5          | Thích Mục              | Vai phụ                                   |
| Đợi công chiếu | Hoa Hồng Cùng Bánh Bích Quy        | 玫瑰与饼干       | Trương Hựu Ninh        |                                           |

### Phim điện ảnh
| Ngày công chiếu         | Tên phim        | Tên gốc  | Vai diễn                  |
| ----------------------- | --------------- | -------- | ------------------------- |
| Ngày 6 tháng 6 năm 2011 | Sự Kiện Mẫn Cảm | 敏感事件 | Bạn trai của La Tiểu Nghê |